# NNC 63-0532
NNC 63-0532 je nociceptinski lek koji se koristi u naučnim istraživanjima. On deluje kao potentan i selektivan agonist nociceptinskog receptora (ORL-1). Funkcija ovog receptor je još uvek nedovoljno istražena. Smatra se da učestvuje mnoštvu poremećaja kao što je bol, zavisnost od droga, razvoj tolerancije na opioidne lekove, i psihološkim poremećajima poput anksioznosti i depresija. Istraživanje funkcije ovog receptora je jedan od važnih fokusa današnjeg farmaceutiskog razvoja, i selektivni ligandi kao što je NNC 63-0532 su esencijalni u tom radu.